# 刑事訴訟法
刑事訴訟法（けいじそしょうほう、英: code of criminal procedure、昭和23年法律第131号）は、刑事手続に関する日本の法律である（形式的意義の刑事訴訟法、刑事訴訟法典）。
1948年（昭和23年）7月10日公布。主務官庁は法務省刑事局刑事法制管理官室。
実質的意義の刑事訴訟法としては法典だけでなく刑事手続に関する法全般を指し、日本では刑事訴訟規則その他法令によっても規律される（刑事手続法ともいう）。本項目では主に形式的意義の刑事訴訟法について解説し、条文は条名のみ記載する。

## 歴史
日本の刑事訴訟法の前身は、1870年（明治3年）の新律綱領、1873年（明治6年）の改定律例、及び1880年（明治13年）の治罪法（ちざいほう、明治13年太政官布告第37号）である。治罪法原案起草者はフランス人法学者のギュスターヴ・ボアソナード。自由民権運動を弾圧した福島事件の公判（1882年）に際して刑事手続が意外にフェアだったことから、福澤諭吉の時事新報から高く評価された。
その後1890年（明治23年）に刑事訴訟法（旧々刑事訴訟法、明治刑事訴訟法、明治23年法律第96号）が制定され、高校日本史の教科書の中にはドイツ法に立脚した全面改正と記述するものがあるが、明治憲法制定に対応した部分的修正に過ぎない、依然仏法の影響の強い法典だったというのが法学者の多数である。なお制定当初のナポレオン治罪法典（1808年）はフランス革命の反動法の性格極めて濃厚な糾問主義法典だとして英米の法学者から批判されていたが、その後の法改正で徐々に穏健化し近代的性格の強いものになって独法にも大きな影響を与えており、仏・独どちらも模範法にするのに値するものであった。
1922年（大正11年）、ドイツ刑事訴訟法を取り入れた新たな刑訴法（旧刑事訴訟法、大正刑事訴訟法、大正11年法律第75号）が制定された。独法との比較の観点からは保守的性格を強調する説もあるが、前法（旧々刑訴法）との比較の観点からは、官尊民卑の風潮や治安維持法などの制定によって骨抜きにされたものの、法典そのものはより進歩的性格の強いものだったとの評価もある。なおドイツ刑訴法は1877年に起訴便宜主義から起訴法定主義に移行していたが、日本法は犯人の更正という刑事政策的見地から従前の実務慣行を追認し起訴便宜主義を明文化している。
現行法は日本国憲法の下刑事手続の抜本的改革を行ったもので、1948年（昭和23年）制定、1949年（昭和24年）1月1日に施行され、主に公判手続及び前提となる捜査手続を定める。1948年には検察審査会法を設置。その後も被害者保護やサイバー犯罪などの現代犯罪に対応した改正が頻繁である。2000年には審査申立権者の拡大、被害者陳述権等の設置、強姦事件等の告訴期間の制限撤廃等が行われた（2005年施行）。また2004年の裁判員制度の導入に合わせ公判手続の充実・迅速化を図る改正（公判前整理手続の導入等）もされ、2010年に施行。被告人（起訴後）にのみ適用されていた国選弁護制度が、重大事件につき被疑者（起訴前）段階から適用可能になった。同年には犯罪被害者等基本法も設置された。
2007年（平成19年）、犯罪被害者の権利利益保護に関する2010年（平成22年）4月の改正で、殺人罪・強盗殺人罪などの公訴時効が撤廃され、事件から15年経過後も捜査継続可能になった。2016年6月には司法取引の導入などの改正が行われた（2018年6月施行）。

## 構成
- 第1編 総則（第1条）
  - 第1章 裁判所の管轄（第2条 - 第19条）
  - 第2章 裁判所職員の除斥及び忌避（第20条 - 第26条）
  - 第3章 訴訟能力（第27条 - 第29条）
  - 第4章 弁護及び補佐（第30条 - 第42条）
  - 第5章 裁判（第43条 - 第46条）
  - 第6章 書類及び送達（第47条 - 第54条）
  - 第7章 期間（第55条・第56条）
  - 第8章 被告人の召喚、勾引及び勾留（第57条 - 第98条の24）
  - 第9章 押収及び捜索（第99条 - 第127条）
  - 第10章 検証（第128条 - 第142条）
  - 第11章 証人尋問（第143条 - 第164条）
  - 第12章 鑑定（第165条 - 第174条）
  - 第13章 通訳及び翻訳（第175条 - 第178条）
  - 第14章 証拠保全（第179条・第180条）
  - 第15章 訴訟費用（第181条 - 第188条）
  - 第16章 費用の補償（第188条の2 - 第188条の7）
- 第2編 第一審
  - 第1章 捜査（第189条 - 第246条）
  - 第2章 公訴（第247条 - 第270条）
  - 第3章 公判
    - 第1節 公判準備及び公判手続（第271条 - 第316条）
    - 第2節 争点及び証拠の整理手続
      - 第1款 公判前整理手続
        - 第1目 通則（第316条の2 - 第316条の12）
        - 第2目 争点及び証拠の整理（第316条の13 - 第316条の24）
        - 第3目 証拠開示に関する裁定（第316条の25 - 第316条の27）

      - 第2款 期日間整理手続（第316条の28）
      - 第3款 公判手続の特例（第316条の29 - 第316条の32）

    - 第3節 被害者参加（第316条の33 - 第316条の39）
    - 第4節 証拠（第317条 - 第328条）
    - 第5節 公判の裁判（第329条 - 第350条）

  - 第4章 証拠収集等への協力及び訴追に関する合意
    - 第1節 合意及び協議の手続（第350条の2 - 第350条の6）
    - 第2節 公判手続の特例（第350条の7 - 第350条の9）
    - 第3節 合意の終了（第350条の10 - 第350条の12）
    - 第4節 合意の履行の確保（第350条の13 - 第350条の15）

  - 第5章 即決裁判手続
    - 第1節 即決裁判手続の申立て（第350条の16・第350条の17）
    - 第2節 公判準備及び公判手続の特例（第350条の18 - 第350条の26）
    - 第3節 証拠の特例（第350条の27）
    - 第4節 公判の裁判の特例（第350条の28・第350条の29）
- 第3編 上訴
  - 第1章 通則（第351条 - 第371条）
  - 第2章 控訴（第372条 - 第404条）
  - 第3章 上告（第405条 - 第418条）
  - 第4章 抗告（第419条 - 第434条）
- 第4編 再審（第435条 - 第453条）
- 第5編 非常上告（第454条 - 第460条）
- 第6編 略式手続（第461条 - 第470条）
- 第7編 裁判の執行
  - 第1章 裁判の執行の手続（第471条 - 第506条）
  - 第2章 裁判の執行に関する調査（第507条 - 第516条）
- 附則

## 日本の刑事手続

### 捜査
犯罪を認知した場合には、警察等の捜査機関が捜査に着手する（法189条2項）。捜査機関によって犯罪の嫌疑をかけられた人を被疑者という。捜査機関は、任意に出頭を求め、または逮捕・勾留された被疑者を取り調べることができる（法198条1項）。警察等が犯罪を捜査した場合、事件を検察官に送致しなければならない（法203条1項、法246条）。ただし、検察官が指定した事件については検察官に送致せず、警察等限りで微罪処分とすることができる（法246条ただし書）。また、交通反則通告制度（道路交通法125条以下）による交通反則金の納付を通告して、これを納付したときは、当該通告の理由となった行為に係る事件について、公訴を提起されず、または家庭裁判所の審判に付されない（道交法128条2項）。

### 検察官の処分
検察官は、送致された事件を受理し、または、自ら事件を認知する（法191条1項）。日本の刑事訴訟法には法定起訴の規定がないので、検察官が自らの裁量を持って、これらの事件について、被疑者を起訴（法247条）または不起訴（法248条）とする。司法取引により不起訴になった場合であっても裁判所には理由は提出されない。起訴された場合は被疑者は、被告人となる。他方、告訴人・告発人は不起訴処分に不服である場合には検察審査会への申立てが出来、また付審判請求が出来る場合もある。

### 公判及び判決
裁判所は、受理した事件を公判手続にかけて審理する。公判手続を経て、実体判決をすることができるときは、裁判所は、判決で無罪または有罪を決する。なお、簡易裁判所は、検察官の請求により、その管轄に属する事件について、公判前、略式命令で、100万円以下の罰金または科料を科することができる（略式手続、法461条以下）。また、2024年3月31日までは売春の勧誘罪等を犯した満20歳以上の女子に対しては、その罪に係る懲役または禁錮につきその執行を猶予するときは、その者を補導処分に付することができた（売春防止法17条以下）。

### 刑の執行
有罪判決等の裁判は、確定した後これを執行する（法471条）。裁判の執行は、その裁判をした裁判所に対応する検察庁の検察官がこれを指揮する（法472条1項本文）。死刑または自由刑（拘禁刑または拘留）の言渡しを受けた者が拘禁されていないときは、検察官は、執行のためこれを呼び出さなければならず、呼出しに応じないときは、収容状を発しなければならない（法484条）。死刑または自由刑の言渡しを受けた者は、呼出しまたは収容状に基づき、刑事施設（死刑の言渡しを受けた者については拘置所、拘禁刑又は拘留の言渡しを受けた者は刑務所）に入所する（刑事収容施設及び被収容者等の処遇に関する法律）。また、罰金又は科料を完納することができない場合には、刑事施設等の労役場に留置される（労役場留置、刑法18条、刑訴法505条）。刑事施設に入所した者は、刑期の満了によって釈放（満期釈放）される（刑法24条2項）。刑期の満了前に仮釈放、仮出場が許されることもある（刑法28条、30条、更生保護法33条以下）。なお、2024年3月31日までは補導処分に付された者は、婦人補導院に収容し、その更生のために必要な補導を行うことができた（同法17条2項）。
仮釈放を許された者、保護観察付執行猶予の判決を受けた者に対しては、管轄の保護観察所の下、保護観察官、保護司によって保護観察が実施される（更生保護法48条）。保護観察は、その仮釈放期間の満了や仮釈放の取消し等により終了する。

## 刑事訴訟法における重要な概念

### 刑事訴訟法の理念に関する原則
実体的真実主義
刑事訴訟においては、過去の出来事について、訴訟法などの法律に基づいて認定するほかないという点で神の目から見た「絶対的真実」そのものとは違うものの、可能な限り真相に近い事実（実体的真実）を追求するという原則。これに対し、民事訴訟においては、当事者の自白した事実はそのまま真実とみなすなど、形式的真実を前提に裁判がされるといえる。

### 捜査に関する原則
強制処分法定主義
個人の利益を侵害するような処分（強制処分）は、法律に定めがない限りできないとする原則（刑訴法197条1項）。古くは捜査手段としての写真撮影の可否が論じられ、その後は、通信傍受法ができるまでは、捜査機関が有線通信の傍受（いわゆる盗聴）をできるかについてこの原則との関係で問題となり、近年ではGPSを利用してする捜査の可否が問題となるなど議論されている。
令状主義
逮捕、捜索・差押え等の強制捜査は、現行犯の場合を除き、裁判所が発付する令状がなければ行うことができないという原則（憲法33条、35条、刑訴法199条、210条、218条等）。
捜査比例の原則
任意捜査の原則
捜査目的を達成するために必要な手段として、強制捜査と任意捜査が考えられる場合、任意捜査によるべきとする原則（刑訴法197条）。

### 公訴・公判手続に関する原則
当事者主義
訴訟進行の主導権は、裁判官ではなく当事者（検察官、被告人・弁護人）にあるとする原則。日本法の刑事訴訟手続はこれを基調とするが、第294条（裁判長の訴訟指揮権）などの例外もある。対義語は職権主義。

### 事実認定・証拠法に関する原則
証拠裁判主義
事実の認定は証拠によるという原則（317条）。
疑わしきは罰せず（疑わしきは被告人の利益に）
被告人が罪を犯したとすることについて合理的な疑いが残る場合には、有罪の判断をしてはならない（有罪の判断をするためには合理的な疑いを超える証明が必要）という原則。
伝聞証拠禁止の原則
伝聞証拠には原則として証拠能力を認めないとする原則(320条、例外321条以下)。
自白法則
任意性に疑いのある自白は証拠とすることができないとする原則(憲法38条2項、刑訴319条1項)。
自白の補強法則
被告人を有罪とするためには、自白のみでは足らず補強証拠が必要として、自白の証明力を制限する原則(319条2項)。

### 公務員の職務上の告発義務
民間人は、犯罪があることを発見しても、告発するかしないかは本人の自由だが、公務員は職務を遂行する際に犯罪があると思ったときは、告発する義務がある（下記の「官吏」は国家公務員、「公吏」は地方公務員のこと。明治時代の法文がそのまま口語体に全文改正された）。
- 第239条
  - 1項　何人でも、犯罪があると思料するときは、告発をすることができる。
  - 2項　官吏又は公吏は、その職務を行うことにより犯罪があると思料するときは、告発をしなければならない。

### 判決の効力に関する原則
- 一事不再理